# Guido Angelozzi
Guido Angelozzi (Catania, 5 febbraio 1955) è un dirigente sportivo ed ex calciatore italiano, di ruolo centrocampista, direttore dell'area tecnico-operativa del Cagliari.

## Carriera

### Giocatore
Giocò con Catania e Paganese, collezionando come record personale 5 gol in Serie D, nella stagione 1975-1976. Esordì in Serie B in Taranto-Catania del 2 giugno 1974, terminata 3-1 per i pugliesi. Dal 1978 al 1981 ha militato nel Giulianova, con una promozione dalla Serie C2 alla C1 nel 1979-80, giocando tutta la stagione da libero anziché a centrocampo. In seguito giocò in Serie C1, nel Fano e nel Barletta.

### Dirigente sportivo

#### Gli inizi: Leonzio, Andria, Catania, fino al Perugia di Gaucci
Dopo il ritiro diventa direttore sportivo di varie squadre, a partire dalla siciliana Atletico Leonzio in Serie C2, dal 1991 al 1993; nei successivi sei anni lavora (sempre da d.s.) nella Fidelis Andria presieduta da Giuseppe Fuzio, che disputa cinque anni in Serie B e uno in C1 (nel 1999 i federiciani retrocedono in terza serie) e in cui porta Nicola Amoruso e Bernardo Corradi.
Nel 1999 è nella Reggiana, da cui si dimette dopo sei mesi per non essersi ambientato; passa poi due anni al Catania (2001-2002 e 2003-2004) intervallati da una stagione alla Sambenedettese (2002-2003) e ancora in serie cadetta nel 2004-2005 nel Perugia (nell'estate 2004 lavora per la "Napoli Sportiva" di Luciano Gaucci, che voleva continuare la storia dell'appena fallito Calcio Napoli in B e poi non s'iscrisse ad alcun campionato). La collaborazione con Gaucci cessa con il fallimento della società umbra dell'estate 2005.

#### Lecce e Bari
Nel 2005 viene ingaggiato dal Lecce in Serie A, scelto da Carlo Regalia, rimasto responsabile dell'area tecnica, come suo sostituto; nei suoi quattro anni di dirigenza il club salentino alterna due retrocessioni e una promozione in massima categoria, avvenuta nella stagione 2007-2008. Dopo le prime giornate della Serie B 2009-2010 la società giallorossa, designando Luigi De Canio allenatore-manager (l'incarico, voluto dallo stesso allenatore, è, almeno in quel periodo, poco diffuso in Italia), esonera Angelozzi; il dirigente siciliano rimane sotto contratto con la società giallorossa, ma non più operativo.
Il 27 maggio 2010 diventa direttore sportivo del Bari in sostituzione di Giorgio Perinetti. La formazione biancorossa, che aveva condotto il campionato di A appena concluso positivamente secondo la critica, nella stagione 2010-2011 rimane presto relegata all'ultimo posto in classifica, poi retrocedendo con quattro giornate d'anticipo. Dall'estate 2011, con la società barese in ristrettezza finanziaria investe su giovani atleti al fine di alleggerire il più possibile il bilancio. Coinvolto nell'inchiesta del calcioscommesse 2012 da dirigente del Bari, il 26 luglio 2012 è deferito dal procuratore federale Stefano Palazzi per omessa denuncia di Cesena-Bari del 2010-11. Il 3 agosto patteggiando ottiene una squalifica di quattro mesi. Il Bari, che rimane in serie cadetta, fallisce nel marzo del 2014, con i biancorossi che raggiungono nello stesso anno i play-off per l'accesso in Serie A (dove vengono eliminati in semifinale).
Il 21 giugno 2014 dichiara, congiuntamente con il F.C. Bari 1908, la società subentrata nel maggio dello stesso anno alla fallita A.S. Bari, l'uscita dal club. Dopo aver subito varie critiche a seguito della retrocessione dei galletti in B nel 2011, dall'anno successivo ha ricevuto varie attestazioni pubbliche di stima per il lavoro svolto nel capoluogo pugliese.

#### Spezia, Sassuolo e Frosinone
Il 7 luglio 2014 diventa ufficialmente ds dello Spezia, in Serie B.
Il 16 giugno 2015 il club ligure annuncia che Angelozzi non sarà confermato per la stagione seguente; tre giorni dopo viene ufficializzato il passaggio del dirigente siciliano in Serie A come direttore dell'area tecnica del Sassuolo, ruolo ricoperto a partire dal 1º luglio.
Dopo tre anni passati in Emilia, nel luglio 2018 Angelozzi torna allo Spezia, firmando un contratto triennale che lo vede impegnato come direttore generale e dell'area tecnica. Con lui, al secondo anno di gestione, lo Spezia consegue la promozione in Serie A per la prima volta nella sua storia. Angelozzi lascerà l'incarico dirigenziale in seno al club spezzino al termine della proficua annata.
Il 28 ottobre 2020 viene ufficializzato quale nuovo direttore dell'area tecnico-operativa del Frosinone.

### Carriera da d.s. in sintesi
- 1991-1993: Leonzio
- 1993-1999: Fidelis Andria
- 1999-2000: Reggiana
- 2001-2002: Catania
- 2002-2003: Sambenedettese
- 2003-2004: Catania
- 2004-2005: Perugia
- 2005-2009: Lecce
- 2010-2014: Bari
- 2014-2015: Spezia
- 2015-2018: Sassuolo
- 2018-2020: Spezia
- 2020-2025: Frosinone
- 2025-in corso: Cagliari

## Palmarès

### Club

#### Competizioni nazionali
- Serie C: 1

Catania: 1974-1975
- Serie C2: 1

Giulianova: 1979-1980

## Filmografia
- 2015 - Una meravigliosa stagione fallimentare